# Prosoplus albovestitus
Prosoplus albovestitus är en skalbaggsart som beskrevs av Stefan von Breuning 1970. Prosoplus albovestitus ingår i släktet Prosoplus och familjen långhorningar. Inga underarter finns listade i Catalogue of Life.